# Clontarf, Minnesota
Clontarf är en ort i Swift County i delstaten Minnesota, USA.